# Roe v. Wade
Roe v. Wade, 410 U.S. 113 (1973), var en skelsættende afgørelse fra USA's højesteret, hvori domstolen fastslog, at USA's forfatning beskytter en gravid kvindes frihed til at vælge at foretage en abort uden overdreven statslige begrænsninger. Afgørelsen kendte mange amerikanske føderale og statslige abortlove forfatningsstridige, og foranledigede en løbende national debat i USA om, hvorvidt og i hvilket omfang abort skal være lovligt, hvem der skal afgøre abortens lovlighed, hvilke metoder USA's højesteret skal anvende ved konstitutionelle domfældelser, og hvilken rolle religiøse og etiske synspunkter skal have i den politiske sfære. Roe v. Wade omformede amerikansk politik og opdelte meget af USA i abortrettigheds- og anti-abortbevægelser, mens den aktiverede græsrodsbevægelser på begge sider.
Beslutningen vedrørte sagen om Norma McCorvey, kendt i hendes retssag under pseudonymet "Jane Roe", der i 1969 blev gravid med sit tredje barn. McCorvey ønskede en abort, men hun boede i Texas, hvor abort var ulovligt undtagen, når det var nødvendigt for at redde moderens liv. Hun blev henvist til advokaterne Sarah Weddington og Linda Coffee, der på hendes vegne anlagde sag ved en føderale domstol mod den lokale distriktsadvokat, Henry Wade, med påstand om, at Texas abortlove var forfatningsstridige. Et panel bestående af tre dommere ved den amerikanske distriktsdomstol i det nordlige distrikt i Texas behandlede sagen og afgjorde den i hendes favør. Texas appellerede derefter denne dom direkte til den amerikanske højesteret.
I januar 1973 afsagde USA's Højesteret en 7–2 afgørelse, hvorefter bestemmelsen om retssikkerhed i det fjortende forfatningstillæg i USA's forfatning giver en "ret til privatliv", der beskytter en gravid kvindes ret til at vælge, om hun have en abort eller ej. Men den fastslog også, at denne ret ikke er absolut og skal afbalanceres mod regeringens interesser i at beskytte kvinders sundhed og det prænatale liv. Retten løste denne afbalanceringstest ved at knytte delstaternes regulering af abort til graviditetens tre trimestre: i løbet af første trimester kunne delstaterne slet ikke forbyde aborter; i løbet af andet trimester kunne delstaterne kræve rimelige sundhedsreguleringer; i tredje trimester kunne aborter være helt forbudt, så længe delstaternes love indeholdt undtagelser for tilfælde, hvor de var nødvendige for at redde moderens liv eller helbred. Domstolen klassificerede retten til at vælge at foretage en abort som "grundlæggende", hvilket krævede domstole at vurdere anfægtede abortlove under "streng kontrol"-standarden, der er det højeste niveau af domstolskontrol i USA.
Roe blev kritiseret af nogle i det juridiske miljø, og nogle har kaldt beslutningen en form for domstolsaktivisme. USA's Højesteret reviderede og ændrede Roes juridiske afgørelser i sin afgørelse Planned Parenthood v. Casey fra 1992. I Casey bekræftede Domstolen Roes holdning om, at en kvindes ret til at vælge at få en abort er beskytter under forfatningen, men opgav Roes trimesterramme til fordel for en standard baseret på føtal levedygtighed og tilsidesatte Roes krav om, at offentlige bestemmelser om abort skulle revideres under streng kontrol-standarden.
Ved afgørelsen den 24. juni 2022 i sagen Dobbs v. Jackson Women's Health Organization omgjorde den amerikanske højesteret afgørelsen i Roe v Wade med stemmerne 6-3, og således er det op til de enkelte delstater at afgøre, om abort skal være tilladt eller ej i delstaten.

## Yderligere læsning
- Critchlow, Donald T. (1996). The Politics of Abortion and Birth Control in Historical Perspective. University Park, PA: Pennsylvania State University Press. ISBN 978-0-271-01570-5.
- Critchlow, Donald T. (1999). Intended Consequences: Birth Control, Abortion, and the Federal Government in Modern America. New York: Oxford University Press. ISBN 978-0-19-504657-1.
- Hull, N. E. H. (2004). The Abortion Rights Controversy in America: A Legal Reader. Chapel Hill: University of North Carolina Press. ISBN 978-0-8078-2873-1.
- Hull, N. E. H.; Peter Charles Hoffer (2001). Roe v. Wade: The Abortion Rights Controversy in American History. Lawrence, KS: University Press of Kansas. ISBN 978-0-7006-1143-0.
- Mohr, James C. (1979). Abortion in America: The Origins and Evolution of National Policy, 1800–1900. Oxford: Oxford University Press. ISBN 978-0-19-502616-0.
- Rubin, Eva R. [ed.] (1994). The Abortion Controversy: A Documentary History. Westport, CT: Greenwood. ISBN 978-0-313-28476-2. {{cite book}}: |first= har et generisk navn (hjælp)
- Staggenborg, Suzanne (1994). The Pro-Choice Movement: Organization and Activism in the Abortion Conflict. New York: Oxford University Press. ISBN 978-0-19-506596-1.